# سیارک ۱۷۶۴
سیارک ۱۷۶۴ (به انگلیسی: 1764 Cogshall، نامگذاری:1953VM1) هزار و هفتصد و شصت و چهارمین سیارک کشف شده‌است که در ۷ نوامبر ۱۹۵۳ کشف شد.
قدر مطلق سیارک برابر ۱۱٫۲۰ است.